# 华中冷水花
华中冷水花（学名：Pilea angulata sp. latiuscula）为荨麻科冷水花属下的一个亚种。

## 扩展阅读
- 維基物種上的相關：华中冷水花